# Парламентські вибори в Польщі 2023
Парламентські вибори в Польщі — чергові вибори депутатів Сейму та Сенату Республіки Польща, які відбулися 15 жовтня 2023 року. За їх результатами було обрано 460 членів Сейму і 100 сенаторів.

## Виборча система
15 жовтня 2023 року в Польщі відбулися чергові парламентські вибори для обрання усього складу Сейму та Сенату. Останні чергові вибори у 2019 році призвели до переобрання більшості на чолі з правлячою партією «Право і справедливість», але з перебуванням у меншості в Сенаті.
Процес виборів до Сейму проходить за системою пропорційного представництва за партійними списками за методом Д'Ондта в багатомандатних виборчих округах з 5% виборчим бар'єром для окремих партій і 8% виборчим бар'єром для партійних блоків (при цьому вимоги не застосовуються для національних меншини).
Система правління у Республіці Польща відноситься до так званого раціонального парламентаризму, вказуючи на те, що парламент відіграє провідну роль у системі розподілу державної влади. Склад парламенту, а особливо Сейму, визначає найважливіші напрямки політики. Партії, які мають більшість у Сеймі, можуть сформувати уряд і змінювати закони. Без більшості у Сеймі неможливо ухвалювати закони Тому результати парламентських виборів є визначальними для здійснення керівництва державою.
День виборів, 15 жовтня, був призначений президентом Польщі Анджеєм Дудою. Згідно з Конституцією, дату парламентських виборів призначає президент Польщі, відповідно до положення Конституції. Згідно з ними наступні чергові вибори призначаються не пізніше ніж за 90 днів до закінчення четвертого року повноважень парламенту поточного скликання, яке було обрано під час чергових виборів 13 жовтня 2019 року. Водночас дату дня голосування призначається у неробочий день за 30 днів до закінчення чотирьох років від початку поточного терміну повноважень Сейму та Сенату, який розпочався 12 листопада 2019 року. Таким чином, серед можливих дат майбутнього дня голосування були 15 жовтня, 22 жовтня, 29 жовтня або 5 листопада.
Тим часом на початку 2023 року правляча партія «Право і справедливість» підготувала 21 поправку до власного проєкту Виборчого кодексу, які вони анонсували у грудні 2022 року. Вони покликані полегшити голосування виборцям у сільській місцевості та малих містах, які з більшою ймовірністю голосуватимуть за ПіС, що має допомогти перемогти на виборах. Такі поспішні зміни до виборчого законодавства влада раніше вже ухвалювала перед останніми президентськими виборами у 2020 році.

## Партійна конкуренція
Заплановані на осінь 2023 року парламентські вибори важливі, оскільки можуть призвести до зміни влади після домінування протягом двох останніх каденцій партії «Право і справедливість» (ПіС), яке беззмінно триває з 2015 року. Опитування громадської думки 2022 року показують можливий успіх опозиційних партій: якщо не перемогу об'єднаної опозиції, то ймовірно втрату партією влади більшості у Сеймі та Сенаті. Підтримка «Права і справедливості» опустилась нижче 40% і все частіше не долає позначку 35%.
Правлячий табір досі сподівається, що після зими 2022/2023 минуть енергетичні проблеми та інфляційний шок, а під час виборчої кампанії, яка на повну розпочинається наприкінці літа 2023 року, вдасться відновити підтримку виборців. І в цьому сенсі нинішній уряд має всі шанси, тим паче, що він може розраховувати на допомогу президента Анджея Дуди та підвладного громадського телебачення. Але для уряду Матеуша Моравецького не менш серйозним викликом є криза у відносинах з Європейською комісією, яка вже призвела до призупинення виплат із Фонду реконструкції Європейського Союзу, покликаного допомогти економікам країн-членів ЄС повернутися на шлях зростання після пандемії коронавірусу.
На початку грудня 2022 року уряд узгодив із Єврокомісією рішення про ліквідацію новоствореної Дисциплінарної палати Верховного суду. Згідно з цією угодою, справи щодо дисциплінарної відповідальності суддів мають бути передані до Вищого адміністративного суду, хоча таке рішення викликає сумніви у деяких конституціоналістів. Влада у Варшаві та Брюсселі не довіряють одне одному і навзаєм звинувачують одне одного в порушенні слова. У лавах «Права і справедливість» також переважає розчарування в позиції Єврокомісії та підозра, що Брюссель таким чином хоче допомогти опозиції перемогти на виборах.
Основну конкуренцію для партії влади становить парламентський блок ліберальних та лівоцентристських сил «Громадянська коаліція», що сформований довкола провідної опозиційної партії «Громадянської платформи», яка до поразки на парламентських виборах 2015 року утримувала владу протягом двох каденцій поспіль (з 2007 року). Популярність «Громадянської коаліції», яку знову очолює колишній прем’єр-міністр Польщі і голова Європейської ради Дональд Туск, перевищила 25% і повільно наближається до 30%.
Водночас в опозиції тривають дискусії, чи йти на вибори з єдиним об’єднаним списком, чи окремо. «Громадянська коаліція» хотіла б балотуватись єдиним списком, але на своїх умовах, які не подобаються іншим опозиційним партіям. Проте більш ймовірним та найкращим для опозиції буде створення двох виборчих списків. За таким сценарієм «Громадянська платформа» могла б піти на вибори разом з «Лівими», а Польська селянська партія — з новим політичним правоцентристським проєктом шоумена та публіциста Шимона Головні «Польща 2050», що може розраховувати на понад 10% підтримки.
За прогнозами більшості опитувань громадської думки, подолати 5% виборчий поріг окрім «Права і Справедливості», «Громадянської коаліції» ще також три політичні партії: «Ліві» (пол. Lewica), аграрна «Польська селянська партія» і ультраправа «Конфедерація свободи і незалежності».

## Результати виборів
| Партії/ Виборчі об'єднання (комітети) | Партії/ Виборчі об'єднання (комітети) | Сейм                               | Сейм                               | Сейм                               | Сейм                               | Сейм                               | Сейм                               | Сенат                              | Сенат                              | Сенат                              | Сенат                              | Сенат                              | Сенат                              |
| Партії/ Виборчі об'єднання (комітети) | Партії/ Виборчі об'єднання (комітети) | Відсоток оброблених дільниць 100 % | Відсоток оброблених дільниць 100 % | Відсоток оброблених дільниць 100 % | Відсоток оброблених дільниць 100 % | Відсоток оброблених дільниць 100 % | Відсоток оброблених дільниць 100 % | Відсоток оброблених дільниць 100 % | Відсоток оброблених дільниць 100 % | Відсоток оброблених дільниць 100 % | Відсоток оброблених дільниць 100 % | Відсоток оброблених дільниць 100 % | Відсоток оброблених дільниць 100 % |
| Партії/ Виборчі об'єднання (комітети) | Партії/ Виборчі об'єднання (комітети) | Голоси                             | Голоси                             | Голоси                             | Місць у Сеймі (460)                | Місць у Сеймі (460)                | Місць у Сеймі (460)                | Голоси                             | Голоси                             | Голоси                             | Місць у Сенаті (100)               | Місць у Сенаті (100)               | Місць у Сенаті (100)               |
| Партії/ Виборчі об'єднання (комітети) | Партії/ Виборчі об'єднання (комітети) | Голоси                             | %                                  | +/−                                | Голоси                             | %                                  | +/−                                | Голоси                             | %                                  | +/−                                | Голоси                             | %                                  | +/−                                |
| ------------------------------------- | ------------------------------------- | ---------------------------------- | ---------------------------------- | ---------------------------------- | ---------------------------------- | ---------------------------------- | ---------------------------------- | ---------------------------------- | ---------------------------------- | ---------------------------------- | ---------------------------------- | ---------------------------------- | ---------------------------------- |
|                                       | Право і справедливість                | 7 640 854                          | 35,38                              | −8,21                              | 194                                | 42,2                               | −41                                | 7.449.875                          | 34,81                              | −9,75                              | 34                                 | −14                                |                                    |
|                                       | Громадянська платформа                | 6 629 402                          | 30,70                              | +3,30                              | 157                                | 34,1                               | +23                                | 6 187 295                          | 28,91                              | −6,75                              | 41                                 | −2                                 |                                    |
|                                       | Третя Дорога                          | 3 110 670                          | 14,40                              | +5,85                              | 65                                 | 14,1                               | +35                                | 2.462.360                          | 11,50                              | +5,78                              | 11                                 | +8                                 |                                    |
|                                       | Лівиця                                | 1 859 018                          | 8,61                               | −3,95                              | 26                                 | 5,7                                | −23                                | 1.131.639                          | 5,29                               | +3,01                              | 9                                  | +7                                 |                                    |
|                                       | Конфедерація                          | 1 547 364                          | 7,16                               | +0,35                              | 18                                 | 4,0                                | +7                                 | 1.443.836                          | 6,75                               | +5,96                              | —                                  | —                                  |                                    |
|                                       | Виборчий комітет німецької меншини    | 25.778                             | 0,12                               | −0,05                              | —                                  | —                                  | −1                                 | 29.390                             | 0,14                               | −0,13                              | —                                  | —                                  |                                    |
|                                       | місцеві кандидати                     | 358 949                            | 1,88                               |                                    |                                    |                                    |                                    |                                    | 4,89                               |                                    |                                    |                                    |                                    |
|                                       | Інші                                  | 342 436                            | 1,80                               |                                    |                                    |                                    |                                    |                                    | 7,50                               |                                    |                                    |                                    |                                    |